# Thelyphonus angustus
Thelyphonus angustus är en spindeldjursart som beskrevs av Lucas 1835. Thelyphonus angustus ingår i släktet Thelyphonus och familjen Thelyphonidae. Inga underarter finns listade i Catalogue of Life.